# Comté de Bridgetown-Greenbushes
Le Comté de Bridgetown-Greenbushes est une zone d'administration locale dans le sud-ouest de l'Australie-Occidentale en Australie à environ 80 kilomètres au sud-est de Bunbury et à 260 km au sud de Perth. 
Le centre administratif du comté est la ville de Bridgetown.
Le comté est divisé en un certain nombre de localités:
- Bridgetown
- Greenbushes
- Hester
- Yornup

Le comté a 10 conseillers locaux en 4 circonscriptions:
- Central Ward (3 conseillers)
- East Ward (3 conseillers)
- North Ward (2 conseillers)
- West Ward (2 conseillers)